# Rounder Records
Rounder Records is een Amerikaans onafhankelijk platenlabel uit Cambridge (Massachusetts). Het is een van de grootste onafhankelijke labels van de Verenigde Staten met verschillende gespecialiseerde sublabels. 

## Geschiedenis
Het label werd opgericht in 1970 door de studenten Ken Irwin, Bill Nowlin en Marian Leighton-Levy. De naam komt deels van een verbinding met de band Holy Modal Rounders, maar het woord 'rounder' betekent ook zwerver of hobo. Een van de eerste succesvolle artiesten was George Thorogood & the Destroyers. Lange tijd was Rounder ook een belangrijke distributeur voor andere onafhankelijke labels die zich specialiseerden in rootsmuziek en op een gegeven moment vertegenwoordigde het bedrijf 450 van de kleine labels. In de jaren 1990 verminderde het label echter zijn verkoopactiviteiten en concentreerde het zich meer op zijn eigen producties.

## Repertoire
Rounder Records begon met blues, bluesrock, strijkbands en bluegrass en heeft nu een repertoire van meer dan 3.000 titels in de genres folk, soul, soca, cajun en neo-Keltische muziek. Een actueel project van het label is de Alan Lomax Collection, een reeks publicaties van de legendarische etnomusicoloog en volksverzamelaar. Rounder was een van de eerste labels die sinds 1985 hun albums op cd uitbrachten. In 2004 richtte het bedrijf de uitgeverij Rounder Books op.

## Artiesten wier werk bij Rounder Records werd uitgebracht
- Norman Blake
- Clarence 'Gatemouth' Brown
- David Bryan
- J.J. Cale
- Bruce Cockburn
- Harry Connick jr. (alleen instrumentaal)
- Cowboy Junkies
- Rosie Flores
- Nanci Griffith
- Joe Grushecky
- Béla Fleck
- Sierra Hull
- Alison Krauss
- Bashful Brother Oswald
- Tony Rice
- Rush (alleen dvd)
- Vienna Teng
- George Thorogood and the Destroyers
- Doc Watson
- Cheryl Wheeler
- Buckwheat Zydeco